# Johann von Ewald

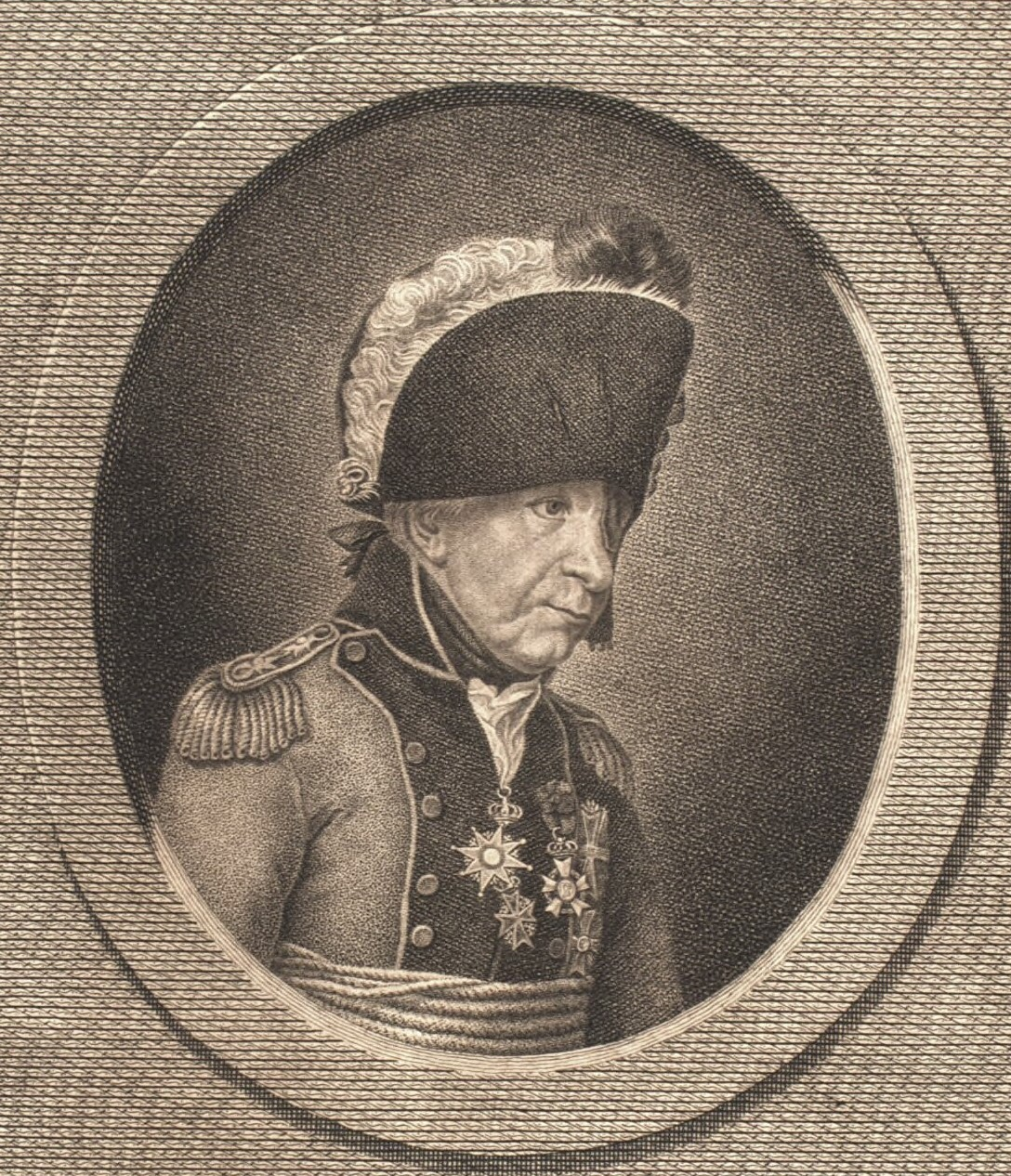
Johann von Ewald in dänischer Generalsuniform, um das Jahr 1800. Gemälde von C.A. Jensen 1835, nach einer Zeichnung von H.J. Aldenrath. Schloss Frederiksborg, Dänemark

Johann Ewald, später Johann von Ewald (* 20. März 1744 in Kassel; † 25. Juni 1813 bei Kiel) war ein Offizier und Militärexperte. Als Hauptmann des hessen-kasselschen Feldjägerkorps nahm er am Amerikanischen Unabhängigkeitskrieg teil und war ein Experte des Partisanenkrieges. Sein Buch Über den kleinen Krieg gilt als erstes Werk, das sich speziell mit dieser Form der Kriegführung befasst. Er verfasste ein umfangreiches Tagebuch während des Amerikanischen Unabhängigkeitskrieges, das viele Beschreibungen von miterlebten Schlachten und Beobachtungen enthält. Nach seiner Rückkehr nach Europa trat er in den Dienst der Dänischen Armee und war während der Zeit Napoleons aktiver Kriegsteilnehmer als kommandierender Offizier im Range eines Generals.

## Herkunft und Privatleben
Johann Ewald war Sohn des Ehepaares Georg Heinrich Ewald und Katharina Elisabeth (geborene Breithaupt). Der Vater leitete die Poststation der Stadt und war Buchhalter von Beruf. Nach dem Tod des Vaters wurde Johann zunächst von der Mutter und nach deren Tod von der Großmutter erzogen.
Im Siebenjährigen Krieg wurde Johann Ewald am 23. Juli 1758 Augenzeuge des Gefechts bei Sandershausen östlich von Kassel, was bei dem vierzehnjährigen Jungen die Begeisterung für den Militärdienst weckte. 1760 trat er als Kadett in die Armee von Hessen-Kassel ein. Am 3. Februar 1788 heiratete Ewald Susanne Ungewitter aus Kassel.
Als Johann von Ewald nach kurzer, schwerer Krankheit 1813 auf seinem Landgut in der Nähe von Kiel verstarb, hinterließ er fünf Töchter und einen Sohn. Der Sohn, Carl von Ewald, veröffentlichte später eine Biografie seines Vaters. Johann von Ewald wurde auf dem Friedhof bei der St.-Georgs-Kirche (heute St. Jürgen) in Kiel begraben, welcher bei alliierten Luftangriffen im Zweiten Weltkrieg zerstört wurde.

## Militärische Karriere
Ewald wurde 1760 im Alter von sechzehn Jahren Angehöriger des Infanterieregimentes des Eitel von Gilsa und nahm an mehreren Schlachten des Siebenjährigen Krieges teil. 1761 wurde er von einer Musketenkugel am rechten Bein verwundet, kehrte aber 3 Monate später wieder in den aktiven Militärdienst zurück, wo er wegen Tapferkeit zum Fähnrich befördert wurde. Bis zum Friedensschluss im November 1762 nahm Ewald an weiteren Schlachten teil. 1766 erfolgte die Beförderung zum Oberleutnant. 1770 wurde er bei einem Degenduell schwer verwundet und verlor dabei sein linkes Auge. Nach seiner Genesung studierte er am Karolinum in Kassel bei Jakob Mauvillon Militärwissenschaften und veröffentlichte 1774 seine erste militärische Abhandlung, welche ihm eine Belobigung des Landgrafen Friedrich II. einbrachte. Im gleichen Jahr bekam er das Kommando über die Leibjäger und wurde zum Hauptmann befördert. Die Jäger, rekrutiert aus Förstern und Waidmännern, benutzten Büchsen und waren als gute Schützen bekannt. Als eine damals nicht unübliche Praxis wurden auch durch den Landgraf Friedrich II. von Hessen-Kassel Truppen für die britische Krone ausgehoben, die auf Seiten der Briten in ihrem Krieg in Amerika kämpfen sollten. Nach einer Atlantiküberquerung, die dreieinhalb Monate dauerte, erreichte Ewald am 3. Oktober 1776 New York. Noch im gleichen Monat nahm er an Kampfhandlungen teil.
Ewald erkannte schon bald, dass das britische Vorgehen nicht darauf abzielte, den Feind zu besiegen, sondern die Amerikaner wieder für die Krone zu gewinnen. Er war ein Offizier, der, mutig und kühn, offensive und überraschende Aktionen liebte. So behaupteten sich 33 hessische Jäger, von den Amerikanern auch „Greencoats“ (Grünröcke) genannt, unter der Führung des Hauptmanns Johann von Ewald beim Rückzugsgefecht am Pass bei Portsmouth gegen eine 800 Mann starke, vom Marquis de La Fayette geführte Übermacht. Als deren Bajonettangriffe im Feuer der verschanzten hessischen Jäger liegenblieben, forderte Lafayette die amerikanischen Riflemen an. So entstand eines der ersten bekannten Scharfschützengefechte. Die hessischen Jäger konnten aufgrund ihrer besseren Disziplin weiterhin die Oberhand behalten.
Während des amerikanischen Unabhängigkeitskrieges war Ewald an vielen Kampfhandlungen an der amerikanischen Ostküste beteiligt, so auch in New Jersey, Philadelphia, Charleston und Yorktown. Mit der Kapitulation von Charles Cornwallis in der Schlacht bei Yorktown im Oktober 1781 wurde auch er gefangen genommen. Als professioneller Soldat und Experte des Partisanenkrieges erntete er den Respekt von Freund und Feind. General Henry Knox erlaubte ihm, West Point als Gast zu besichtigen. Eine Einladung zum Verbleib in Amerika mit der Zusage einer größeren Landzuweisung von General Knox lehnte Ewald höflich ab.
1783 kehrte er nach Hessen zurück und legte seine Erfahrungen in der Schrift Über den kleinen Krieg (Marburg 1785) nieder, die unter anderem den Beifall Friedrichs des Großen fand. Trotz seiner Erfahrungen und Auszeichnungen wurde er aber wegen seines bürgerlichen Standes bei Beförderungen übergangen. Ewald trat darauf 1788 als Chef eines Jägerkorps in dänische Dienste. Zwei Jahre später wurde er in den Adelsstand erhoben, und 1801 erhielt er das Militärkommando in Hamburg.
1806 verhinderte er als General der Vorhut gemeinsam mit dem Kommandeur der Dragoner, August Ludwig Georg von Hedemann, das Eindringen der Franzosen und Preußen nach Holstein, was eine Verletzung der Neutralität Dänemarks bedeutet hätte. Im folgenden Jahr schützte er die Insel Seeland gegen die Engländer und wurde daraufhin zum Gouverneur von Kiel ernannt. Als Kommandant des dänischen Korps, das die Franzosen gegen Schill unterstützte, zeichnete er sich 1809 beim Sturm auf Stralsund aus, wurde anschließend Generalleutnant und sodann Kommandierender General von Holstein.
1812 erhielt er das Kommando über eine Division von 10.000 Mann, die sich mit dem 11. französischen Armeekorps vereinigen sollte. Eine Krankheit zwang ihn jedoch, 1813 sein Kommando niederzulegen. Er starb kurz danach auf seinem Gut bei Kiel.

## Schriften
- Gedanken eines hessischen Officiers, was man bey Führung eines Detaschements zu thun hat. Erstveröffentlichung 1774.
- Abhandlung über den kleinen Krieg. Erstveröffentlichung, Johann Jacob Cramer, Cassel (Kassel) 1785, gdz.sub.uni-goettingen.de
- Diary of the American War. Übersetzt und ediert von Joseph P. Tustin. Yale University Press, 1979.